# Canciones de hotel: edición especial
La edición especial de Canciones de hotel salió en el 2008 con el éxito ya cosechado del grupo con su primer disco "Canciones De Hotel", se diferencia de la versión estándar por el trabajo de diseño del CD.
La primera portada era de fondo blanco con el detalle de una foto de un asiento de vinilo rosa y en el centro una franja dorada con el nombre de la banda, el CD era en color blanco y el centro en dorado.
La portada de esta edición contiene la foto de la banda (María, Jorge, Ángel y Servando) con bordes dorados y rojos, sentados en un sofá, en el interior todo el CD tiene los mismos detalles rojos y dorados.
A finales de 2008 sale un CD Tributo a Juan Gabriel en el cual participan ellos y varios grupos o solistas como Panteón Rococó, Masappan, Pambo, Jaguares, Allison, Aleks Syntek, Los Planetas, Maldita Vecindad y los Hijos del Quinto Patio, Vicentico, Pastilla, Elis Paprika, Delux y Jaula de Grillos, Así como Hummersqueal.
La lista de canciones para esta edición es: 

## Canciones De Hotel Edición Cd+DVD
- 1.- Regresara
- 2.- Sin
- 3.- El Eco De Tu Voz
- 4.- Sin Miedo
- 5.- Stúpida Canción
- 6.- Yo Digo Si
- 7.- Limbo
- 8.- 10 Para Las 10 (Versión 08)
- 9.- Andar
- 10.- El Tiempo De Ti (Versión 08)
- 11.- Todo Lo Que Fuimos
- 12.- Instante Sublime
- 13.- Días De Sol (Versión 08)
- 14.- Miel De Motel

Bonus Tracks
- 15.- Regresara (Versión 08)
- 16.- Todo Lo Que Fuimos (Versión 08)
- 17.- Así Fue (Tributo)
- 18.- El Eco De Tu Voz (Remix)
- 19.- 10 Para Las 10 (Oliver Kano Club Remix)

## Videoclips
- El Eco De Tu Voz
- 10 Para Las 10
- El Tiempo De Ti
- Así Fue

## Documental
- Andar (Video-Documental)

## Karaoke
*El Eco De Tu Voz
- Datos: Q5747133